# Theodor Pallady
Theodor Pallady (ur. 11 kwietnia 1871 w Jassach, zm. 16 sierpnia 1956 w Bukareszcie) – rumuński malarz.
Początkowo uczył się w szkołach technicznych, m.in. w Dreźnie i jednocześnie prywatnie uczył się rysunku, a 1891-1897 kształcił się w École des Beaux Arts w Paryżu. Po powrocie do Rumunii zaczął wystawiać swoje prace. Początkowo malował w stylu symbolistycznym, później zaczął nawiązywać do kubizmu analitycznego. Pozostawał pod silnym wpływem twórczości Henriego Matisse'a. Malował głównie martwe natury i pejzaże, 1925-1927 stworzył jedno ze swoich najważniejszych dzieł, Place Dauphiné. Był jednym z najwybitniejszych i najbardziej wpływowych nowoczesnych rumuńskich artystów.